# König Salomos Schatzkammer

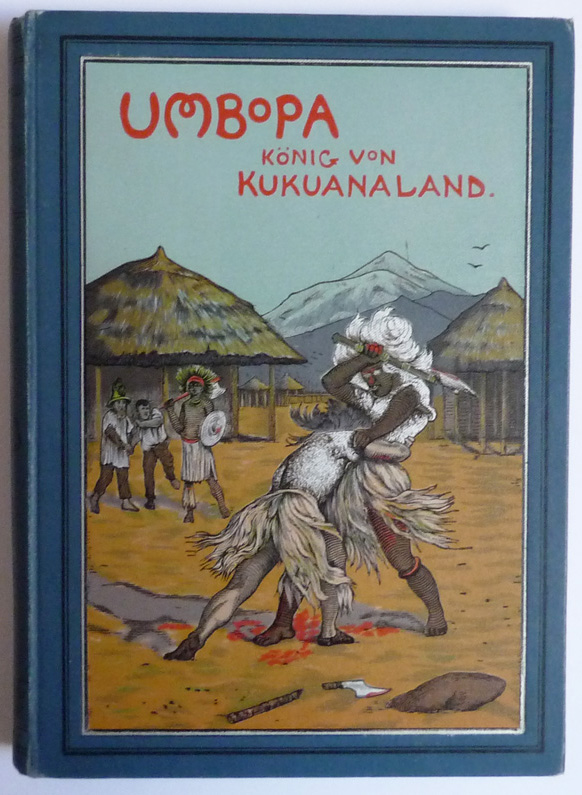
Dt. Erstausgabe, Stroefer, Nürnberg 1888

König Salomos Schatzkammer, auch König Salomons Diamanten (englischer Originaltitel King Solomon’s Mines), ist ein Roman von H. Rider Haggard aus dem Jahr 1885. Das Werk entstand nach dem Muster von Robert Louis Stevensons Schatzinsel (1883) und erzählt die abenteuerliche Reise des Jägers Allan Quatermain in damals noch unentdeckten Teilen Afrikas.

## Hintergrund

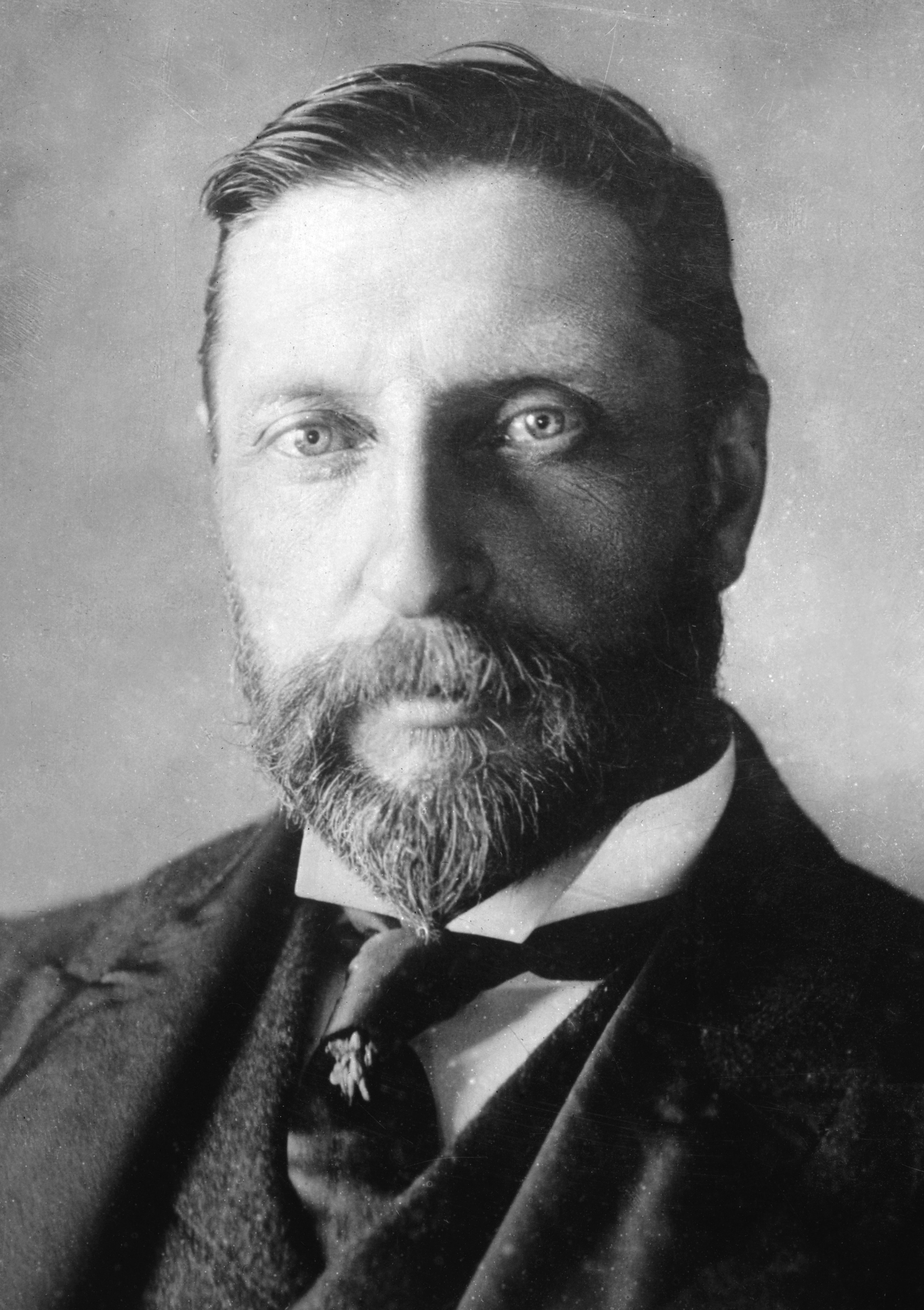
Henry Rider Haggard ca. 1905

Haggard hatte die Jahre 1875 bis 1880 in Südafrika verbracht und war „fasziniert von der Landschaft, der Tierwelt, der Stammesgesellschaft und der mysteriösen Vergangenheit.“ King Solomon’s Mines war sein erster Roman, entstanden angeblich wegen einer Wette um fünf Shillings, dass er einen Roman schreiben könne, der ebenso gut wie Stevensons Die Schatzinsel sei. Die Veröffentlichung fiel in die Zeit des spätviktorianischen Imperialismus; in der zeitgenössischen Literatur spiegelt sich nicht selten die vermeintliche Pflicht der Briten, „den dunklen Orten dieser Welt durch Handel und Mission, notfalls auch durch militärische Gewaltanwendung das Licht der Zivilisation zu bringen.“

## Handlung
Auf einer Seefahrt von Kapstadt nach Durban trifft der Großwildjäger Allan Quatermain zwei Landsleute, den pensionierten Lieutenant der Royal Navy John Good und den wohlhabenden Edelmann Sir Henry Curtis. Letzterer bittet Quatermain, ihn und Good auf einer Expedition ins unentdeckte Landesinnere anzuführen, um dort nach Curtis’ verschollenem Bruder zu suchen. Tatsächlich hat Quatermain diesen bereits getroffen und weiß, dass er sich auf die gefahrvolle Suche nach den sagenumwobenen Minen König Salomons gemacht hat. Auch besitzt Quatermain eine Landkarte samt Begleitschreiben, die den Weg durch die Wüste und über eine Gebirgskette bis zum Eingang der Minen weisen soll. Nach anfänglichem Zögern – Quatermain sagt wiederholt von sich selbst, er sei „ein vorsichtiger, tatsächlich ein furchtsamer Mann“, auch wenn er große Tatkraft beweist – willigt der Großwildjäger in Curtis’ Vorschlag ein und handelt für sich eine stattliche Belohnung sowie eine Leibrente für seinen Sohn für den Fall aus, dass er selbst die Expedition nicht überlebt.
In Durban angekommen stellt Quatermain die Ausrüstung für die Reise zusammen und heuert mehrere Einheimische an. Zuletzt stellt sich ein Mann namens Umbopa bei den Engländern vor, der besonderes Interesse am Ziel der Reise zeigt und es mit seiner muskulösen Statur mit Curtis aufnehmen kann. Da er großes Selbstbewusstsein zeigt, keine Bezahlung verlangt und seine Herkunft ungeklärt bleibt, ist Quatermain misstrauisch, aber Curtis entscheidet zugunsten Umbopas.
Die Gruppe zieht Ende Januar los und begibt sich auf den mehr als 1000 Meilen weiten Weg zum Ausgangspunkt der Karte am Fluss Lukanga. In einem Gespräch mit Curtis, das Quatermain dolmetscht, offenbart Umbopa, dass er wie Curtis von edlem Geblüt ist und vielleicht ebenfalls in dem Gebiet jenseits der Wüste und der Berge nach einem Bruder sucht.

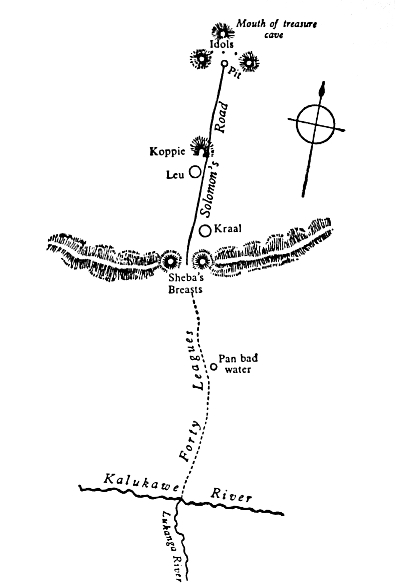
Die Karte mit dem Weg zu den Minen König Salomos

Mit deutlich reduziertem Gepäck bricht die Gruppe in die Wüste auf, einige Wasserträger begleiten sie während der ersten Stunden und kehren dann zur letzten Siedlung zurück. Nach zwei Tagen und einer Wegstrecke von etwa 60 Meilen in glühender Hitze erreichen die Männer fast am Ende ihrer Kräfte das auf der Karte eingezeichnete Wasserloch. Auch können sie von hier aus die Gipfel der Bergkette sehen, die die Wüste begrenzt, und die Flanken der beiden nach Quatermains Schätzung über 5000 Meter hohen Berge, die auf der Karte „Brüste der Königin von Saba“ genannt werden. In der Nacht marschieren die Männer weiter und erreichen am übernächsten Tag den Fuß der Berge. Ihre Wasservorräte sind wieder aufgebraucht, doch rettet sie diesmal ein großes Feld mit wilden Melonen. Die Männer setzen den Aufstieg fort und haben nun nach der unerträglichen Hitze der Wüste unter extremer Kälte zu leiden, der ihr Spurensucher, der Hottentotte Ventvögel (Windvogel), schließlich zum Opfer fällt. Die Männer haben eine Höhle erreicht, die im Begleitschreiben zur Karte erwähnt wurde, und finden hier die mumifizierte Leiche eines Portugiesen, der im Jahr 1590 das Land hinter den Bergen besuchte, jedoch einer Hexe namens Gagool zum Opfer fiel. Er schrieb bzw. zeichnete kurz vor seinem Tod den Brief und die Karte mit seinem eigenen Blut. Seinem Diener gelang es, die Papiere der Familie des Portugiesen zurückzubringen. Ein Spross dieser Familie hat Jahrhunderte später den Versuch, ebenfalls die Wüste zu durchqueren, mit dem Leben bezahlt, die Karte und das Schreiben jedoch zuvor an Quatermain weitergegeben. Die Männer überschreiten nun ein Hochplateau und steigen auf der weniger lebensfeindlichen anderen Seite ab. Sie treffen auf den Weg, der auf der Karte als Salomos Straße bezeichnet wird, und rasten an einem Gebirgsbach. Hier werden sie von bewaffneten Einheimischen, den Kukuanas konfrontiert. Diese wollen sie töten, doch als Good nervös sein künstliches Gebiss im Mund bewegt, schließlich herausnimmt und wieder einsetzt, sind die Einheimischen überzeugt, dass es sich bei den Reisenden um Geister handelt. Dazu tragen auch Goods Monokel und die Tatsache bei, dass er bei seiner ersten Rasur seit mehreren Tagen nur die eine Hälfte des Bartes abrasiert hatte, als er von den Kukuana-Kriegern unterbrochen wurde.
Die Reisegruppe wird nach Loo, der Hauptstadt von Kukuanaland eskortiert und König Twala vorgeführt. Der König, durch eine Wunde entstellt und einäugig, stellt sein tyrannisches und blutrünstiges Wesen unter Beweis, als er den Tod eines Soldaten befiehlt, der bei der Audienz seinen Schild fallen ließ. Quatermain und seine Gefährten geben sich als Reisende von den Sternen aus und zeigen ihre Überlegenheit durch eine Demonstration ihrer Schusswaffen. Twala begegnet ihnen daraufhin mit Vorsicht, doch es stellt sich heraus, dass auch heute noch eine Hexe Gagool existiert, wie sie im Brief des Portugiesen genannt wurde. Sie sagt ein Blutbad voraus.

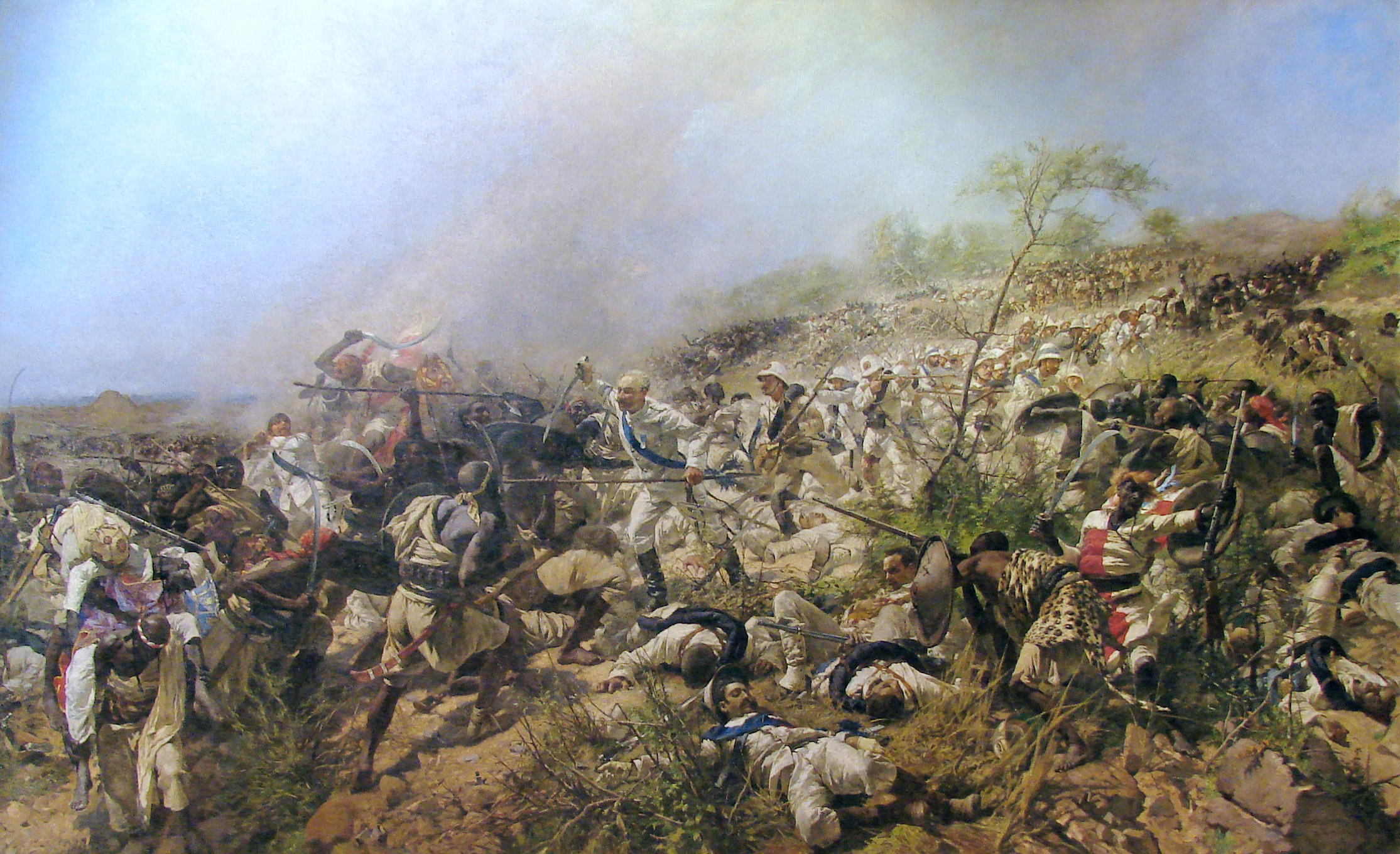
Ein Detail aus Michele Cammaranos Gemälde Schlacht bei Dogali wurde als Titelillustration der Ausgabe in der Reihe Oxford World’s Classics von 2008 benutzt

Umbopa gibt sich den Engländern als Ignosi, Sohn des rechtmäßigen Königs von Kukuanaland zu erkennen, den dessen Bruder Twala vor Jahren ermordete. Umbopas Mutter floh daraufhin mit ihrem Sohn aus dem Land. Umbopa will seinem Onkel Twala nun wieder den Thron entreißen und findet leicht Anhänger unter den Kukuanas, die Twalas grausame Herrschaft beenden wollen. Auch Quatermain und seine Gefährten sichern ihre Unterstützung zu. Von Curtis’ Bruder jedoch fehlt jede Spur in Kukuanaland. Bei einer barbarischen Zeremonie, in deren Verlauf politische Feinde und Männer, deren Besitz Twala begehrt, von Gagool der Hexerei angeklagt und getötet werden, verhindern die Engländer den Tod Umbopas. Während einer weiteren Zeremonie retten sie das Mädchen Foulata und nutzen eine Mondfinsternis, deren Termin in Goods Notizbuch verzeichnet war, um Umbopas Herrschaftsanspruch zu unterstreichen. Umbopa versammelt seine Anhänger auf einer Anhöhe und es gelingt ihnen, den Angriff der zahlenmäßig überlegenen Armee Twalas zurückzuschlagen. Im letzten Gefecht schlägt Curtis in einem Zweikampf Twalas Kopf ab. Umbopa wird zum König gekrönt.
Die Engländer zwingen Gagool, ihnen den Weg in Salomos Minen zu zeigen. Dort finden sie große Mengen von Diamanten, doch Gagool sperrt sie hinter einer massiven Felstür ein, auch wenn sie dabei selbst unter dem Stein zermalmt wird. Das Mädchen Foulata, das Quatermain und seine Gefährten beschützen wollte, wurde zuvor von ihr tödlich verletzt. Die Hoffnung der Engländer auf Rettung sinkt zunächst, doch dann finden sie eine Falltür im Boden und entkommen durch ein Höhlensystem, das teilweise unter Wasser steht. Sie verabschieden sich von Umbopa und kehren auf einem anderen Weg durch die Wüste zurück. In einer Oase treffen sie auf Curtis’ Bruder, der wegen eines Beinbruchs nicht weiterreisen konnte. Gemeinsam mit ihm bewältigen sie die letzte Wegstrecke und kommen durch die wenigen, aber sehr wertvollen Diamanten, die sie aus den Minen mitbringen konnten, zu Reichtum.

## Rezeption
Der zunächst von verschiedenen Verlagen abgelehnte Roman wurde zum Bestseller und „befriedigte das rege Interesse an exotischen Ländern“, obwohl oder gerade weil er „eher ein romantisches als ein authentisches Bild afrikanischen Lebens zeichnete.“ Die drei Engländer können als „Repräsentanten englischen Zivilisationbewusstseins, Gentlemen ohne Furcht und Tadel, die selbst im Augenblick größter Gefahr keine Miene verziehen“ gesehen werden, Umbopa als Edler Wilder. Der Einfluss des Romans war groß, wie Haggards Biograph Morton N. Cohen schrieb, denn „für viele Engländer wurde Afrika das Afrika von King Solomon’s Mines“. In der Folge veröffentlichte Haggard mehrere ähnliche Romane, zum Beispiel Allan Quatermain und She (beide 1887).

## Verfilmungen

### Kino
- 1919: King Solomon’s Mines
- 1937: King Solomon’s Mines[10]
- 1950: König Salomons Diamanten
- 1978: König Salomons Schatz
- 1985: Quatermain – Auf der Suche nach dem Schatz der Könige
- 2004: Quatermain und der Schatz des König Salomon

### Weitere
- 1919: Allan Quatermain
- 1959: Watusi
- 2001: Quatermain – Der Schatz der Könige
- 2008: Allan Quatermain and the Temple of Skulls (Mockbsuter)

## Ausgaben

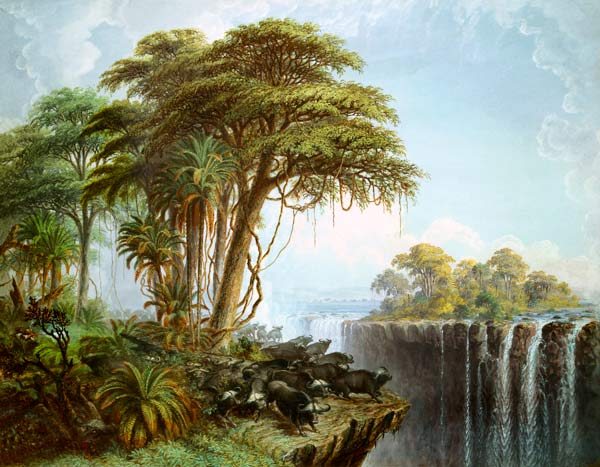
Auch ein Detail aus diesem Gemälde von Thomas Baines, Büffel an den Rand des Abgrunds gegenüber Garden Island an den Viktoriafällen getrieben, fand Verwendung als Titelbild (Penguin-Ausgabe von 1994).

### Englische Ausgaben (Auswahl)
- King Solomon’s Mines. Cassell & Company, London 1885. (Erstausgabe)
- King Solomon’s Mines. Oxford University Press, Oxford 2008, ISBN 978-0-19-953641-2.
- King Solomon’s Mines. Penguin Books, London 1994, ISBN 0-14-062123-7.
- King Solomon’s Mines. Penguin Books, London 2008, ISBN 978-0-14-143952-5.

### Deutsche Übersetzungen
- Umbopa – König von Kukuanaland : Die Entdeckung der Schätze des Königs Salomos im dunklen Erdteil. Übersetzt von M. Strauß. Stroefer, Nürnberg 1888.
- Diamantminen von Afrika : Die Entdeckung der Schätze des Königs Salomo im dunklen Erdteil. Übersetzt von M. Strauß. Stroefer, Nürnberg 1898.
- König Salomos Schatzkammer. Übersetzt von M. Strauß. Stroefer, München 1910.
- Die Schätze des König Salomo : Abenteuer im dunklen Erdteil. Übersetzt von P. Kent. Thienemann, Stuttgart 1954.
- König Salomons Schatzkammer. Übersetzt von Volker H. Schmied. Diogenes, Zürich 1995, ISBN 978-3-257-20920-4.

## Sekundärliteratur
- Morton N.  Cohen: Rider Haggard: His Life and Works. Hutchinson, London 1960.
- Wolfgang von  Einsiedel: Kindlers Literaturlexikon. Band IV. Kindler, Zürich 1965.
- Hans Ulrich  Seeber: Englische Literaturgeschichte. J. B. Metzler, Stuttgart/Weimar 2004, ISBN 3-476-02035-5.